# Станкомб-Уилс
Шелфовият ледник Станкомб-Уилс (на английски: Stancomb-Wills Glacier) заема част от крайбрежието на Източна Антарктида, край Брега Керд на Земя Котс, в акваторията на море Уедъл, част от Атлантическия сектор на Южния океан. Простира се на 140 km от континенталния ледник Станкомб-Уилс на север до шелфовия ледник Бранд на юг. Ширина до 50 km. От югоизток в него се „влива“ континенталния ледник Станкомб-Уилс.
Шелфовият ледник Станкомб-Уилс е открит през януари 1915 г. и е изследван и топографски заснет от британската антарктическа експедиция възглавявана от Ърнест Шакълтън, който наименува новооткрития шелфов ледник в чест на Джанет Станкомб-Уилс (1854 – 1932), английски филантроп, един от спонсорите на експедицията.